# White Wedding
"White Wedding" é uma canção do músico britânico Billy Idol lançada como segundo single de seu álbum de estreia em 23 de outubro de 1982.

## Videoclipe
O videoclipe, com Idol participando de um casamento gótico, é um de seus mais conhecidos. A esposa é interpretada por Perri Lister, sua namorada da época. Ela também é uma das três dançarinas com roupa de couro que dão um tapa nas nádegas no mesmo ritmo da faixa de palmas da canção enquanto dançam. "Esse é o tipo de coisa que eles amam na Inglaterra", disse Idol.
Em uma cena, Idol força uma aliança de casamento feita de arame farpado na mão de Lister, machucando seu dedo. Ela insistiu que seu dedo fosse realmente machucado para que a cena parecesse mais realista. A MTV inicialmente removeu esse trecho. Também controversa foram as supostas saudações nazistas feitas pelos convidados do casamento ao casal. O diretor David Mallet disse que estava apenas "brincando com o imaginário do público" quando fez os figurantes se aproximarem da noiva e não percebeu como a cena ficou até depois de ser gravada.

## Posição nas paradas musicais
| Parada (1982–1983)                                | Melhor posição |
| ------------------------------------------------- | -------------- |
| Austrália (Kent Music Report)                     | 9              |
| Canadá (RPM Top Singles)                          | 1              |
| Nova Zelândia (Recorded Music NZ)                 | 5              |
| Estados Unidos (Billboard Hot 100)                | 36             |
| Estados Unidos (Billboard Top Tracks)             | 4              |
| Estados Unidos (Billboard Bubbling Under Hot 100) | 10             |
| Parada (1985)                                     | Melhor posição |
| Reino Unido (UK Singles Chart)                    | 6              |

| Parada (1983)                 | Posição |
| ----------------------------- | ------- |
| Austrália (Kent Music Report) | 61      |